# Dasypoda maura
Dasypoda maura är en biart som beskrevs av Pérez 1895. Dasypoda maura ingår i släktet byxbin, och familjen sommarbin. Inga underarter finns listade i Catalogue of Life.